# Зелена книга
 Тази статия е за книгата на Муамар Кадафи.  За филма на Питър Фарели вижте Зелената книга (филм).  
„Зелената книга“ е авторски труд по политическа философия на бившия лидер на либийската революция Муамар Кадафи, публикувана за първи път през 1975 година. Книгата излага основните виждания на автора за Третата универсална теория – форма на управление между съвременния западен капитализъм и съветския комунизъм – джамахирията.
Книгата се състои от 3 части:
1. Решение на проблема на демокрацията: народна власт
2. Решение на икономическия проблем: социализъм
3. Социална основа на третата универсална теория